# بنجامین کوپائوره
بنجامین کوپائوره (به انگلیسی: Benjamin Compaoré) (زاده ۵ اوت ۱۹۸۷ در بار-لو-دوک) یک ورزشکار فرانسوی پرش سه‌گام است.

## دستاوردها
| سال    | مسابقه                          | محل برگزاری        | مقام   | رویداد    | توضیحات   |
| فرانسه | فرانسه                          | فرانسه             | فرانسه | فرانسه    | فرانسه    |
| ------ | ------------------------------- | ------------------ | ------ | --------- | --------- |
| ۲۰۰۵   | مسابقات قهرمانی اروپا           | کاوناس، لیتوانی    | پنجم   | پرش سه‌گام | ۱۵.۸۱ متر |
| ۲۰۰۶   | مسابقات قهرمانی جهان            | پکن، چین           | اول    | پرش سه‌گام | ۱۶.۶۱ متر |
| ۲۰۰۷   | مسابقات قهرمانی داخل سالن اروپا | بیرمنگام، انگلستان | سیزدهم | پرش سه‌گام | ۱۶.۱۹ متر |
| ۲۰۱۰   | مسابقات قهرمانی اروپا           | بارسلونا، اسپانیا  | پنجم   | پرش سه‌گام | ۱۶.۹۹ متر |
| ۲۰۱۱   | مسابقات قهرمانی جهان            | دئگو، کره جنوبی    | هشتم   | پرش سه‌گام | ۱۷.۱۷ متر |
| ۲۰۱۲   | مسابقات قهرمانی داخل سالن جهان  | استانبول، ترکیه    | ششم    | پرش سه‌گام | ۱۷.۰۵ متر |
| ۲۰۱۲   | بازی‌های المپیک تابستانی         | لندن، انگلستان     | ششم    | پرش سه‌گام | ۱۷.۰۸ متر |
| ۲۰۱۳   | مسابقات قهرمانی داخل سالن       | یوتبری، سوئد       | دهم    | پرش سه‌گام | ۱۶.۴۸ متر |